# Ife Central
Ife Central è una delle trenta aree a governo locale (local government area) in cui è suddiviso lo stato di Osun, in Nigeria.
Estesa su una superficie di 111 chilometri quadrati, conta una popolazione di 167.254 abitanti.